# Klingelborn (Ems)
Der Klingelborn, oft auch nur als Bach von Haddamar bezeichnet, ist ein nur 3 km langer Bach in der Fritzlarer Börde bei den beiden Fritzlarer Stadtteilen Haddamar und Wehren.
Er beginnt in einer Quellmulde unmittelbar nördlich von Haddamar und der dort vorbeiführenden Züschener Straße (Kreisstraße K 78) auf 212 m Höhe und verläuft von dort nach Osten, unter der Bundesstraße 450 (Fritzlar-Wolfhagen) hindurch zur Forkenburg. Er biegt kurz vor Erreichen dieser ehemaligen Fliehburg leicht nach Südosten um und passiert sie dann in einem schmalen Wiesengrund an ihrer Südseite. Rund 800 m weiter biegt der Bach erneut um, diesmal nach Ostnordosten, um dann nach Unterqueren der Kreisstraße K 79 (Werkel-Wehren) etwa 300 m südöstlich von Wehren bei der Mühle Wehren am Nordwestfuß des Mühlenbergs (207,2 m) auf 174 m Höhe von rechts in den Eder-Zufluss Ems zu münden.